# Camboja nos Jogos Olímpicos de Verão de 1956
Camboja competiu nos Jogos Olímpicos pela primeira vez nos Jogos Olímpicos de Verão de 1956. O país não enviou atletas para Melbourne, na Austrália, onde a maioria dos jogos foi realizada, mas dois cavaleiros competiram nos eventos de hipismo realizados em Estocolmo, na Suécia.
Devido as regras de quarentena na Austrália, as provas equestres tiveram que ser disputadas alguns meses antes das demais competições em Melbourne, com o Camboja enviando dois ginetes para Estocolmo, sem conquistar medalhas. Quando os Jogos começaram em Melbourne, o Camboja decidiu acompanhar o boicote de alguns países europeus ao evento em razão da invasão soviética na Hungria.

## Competidores
Esta foi a participação por modalidade nesta edição:
| Esporte | Masculino | Feminino | Total |
| ------- | --------- | -------- | ----- |
| Hipismo | 2         | 0        | 2     |
| Total   | 2         | 0        | 2     |

## Desempenho

### Hipismo
Saltos
| Atleta       | Cavalo      | Evento     | Rodada 1 | Rodada 1 | Rodada 2 | Rodada 2 | Total  | Total | Ref.  |
| Atleta       | Cavalo      | Evento     | Faltas   | Pos.     | Faltas   | Pos.     | Faltas | Pos.  | Ref.  |
| ------------ | ----------- | ---------- | -------- | -------- | -------- | -------- | ------ | ----- | ----- |
| Saing Pen    | Pompon      | Individual | DNF      | DNF      | DNS      | DNS      | DNF    | DNF   | [ 5 ] |
| Isoup Ganthy | Flatteur II | Individual | DNF      | DNF      | DNS      | DNS      | DNF    | DNF   | [ 5 ] |

Legenda
| Recorde mundial      | Recorde mundial (World record)               |                       | Recorde africano                      | Recorde africano (African) |                                           | Q | Classificado por posição (Qualified) |
| Recorde olímpico     | Recorde olímpico (Olympic record)            | Recorde da América    | Recorde da América (Americas)         | q                          | Classificado por melhor tempo (Qualified) |   |                                      |
| Melhor marca do ano  | Melhor marca do ano (World leading)          | Recorde asiático      | Recorde asiático (Asian)              | DNS                        | Não largou (Did not start)                |   |                                      |
| Recorde nacional     | Recorde nacional (National record)           | Recorde europeu       | Recorde europeu (European)            | DNF                        | Não terminou (Did not finish)             |   |                                      |
| Recorde pessoal      | Recorde pessoal do atleta (Personal best)    | Recorde da Oceania    | Recorde da Oceania (Oceania)          | DSQ / DQ                   | Desclassificado (Disqualified)            |   |                                      |
| Recorde da temporada | Recorde da temporada do atleta (Season best) | Recorde sul-americano | Recorde sul-americano (South America) | NM                         | Sem marca (No mark)                       |   |                                      |